# Tmarus floridensis
Tmarus floridensis là một loài nhện trong họ Thomisidae.
Loài này thuộc chi Tmarus. Tmarus floridensis được Eugen von Keyserling miêu tả năm 1884.